# Kamel Rabia
Kamel Rabia (* 26. März 1983) ist ein ehemaliger algerischer Leichtathlet, der sich auf den Hochsprung spezialisiert hat.

## Sportliche Laufbahn
Erste Erfahrungen bei internationalen Meisterschaften sammelte Kamel Rabia vermutlich im Jahr 2004, als er bei den Panarabischen Spielen in Algier mit übersprungenen 2,11 m die Bronzemedaille hinter seinem Landsmann Abderrahmane Hammad und Salem al-Anezi aus Kuwait gewann. Im Jahr darauf belegte er bei den erstmals ausgetragenen Islamic Solidarity Games in Mekka mit 2,05 m den achten Platz und daraufhin trat er nicht mehr international in Erscheinung.
2013 wurde Rabia algerischer Meister im Hochsprung.